# وفاة محمد ضياء الحق وجنازته

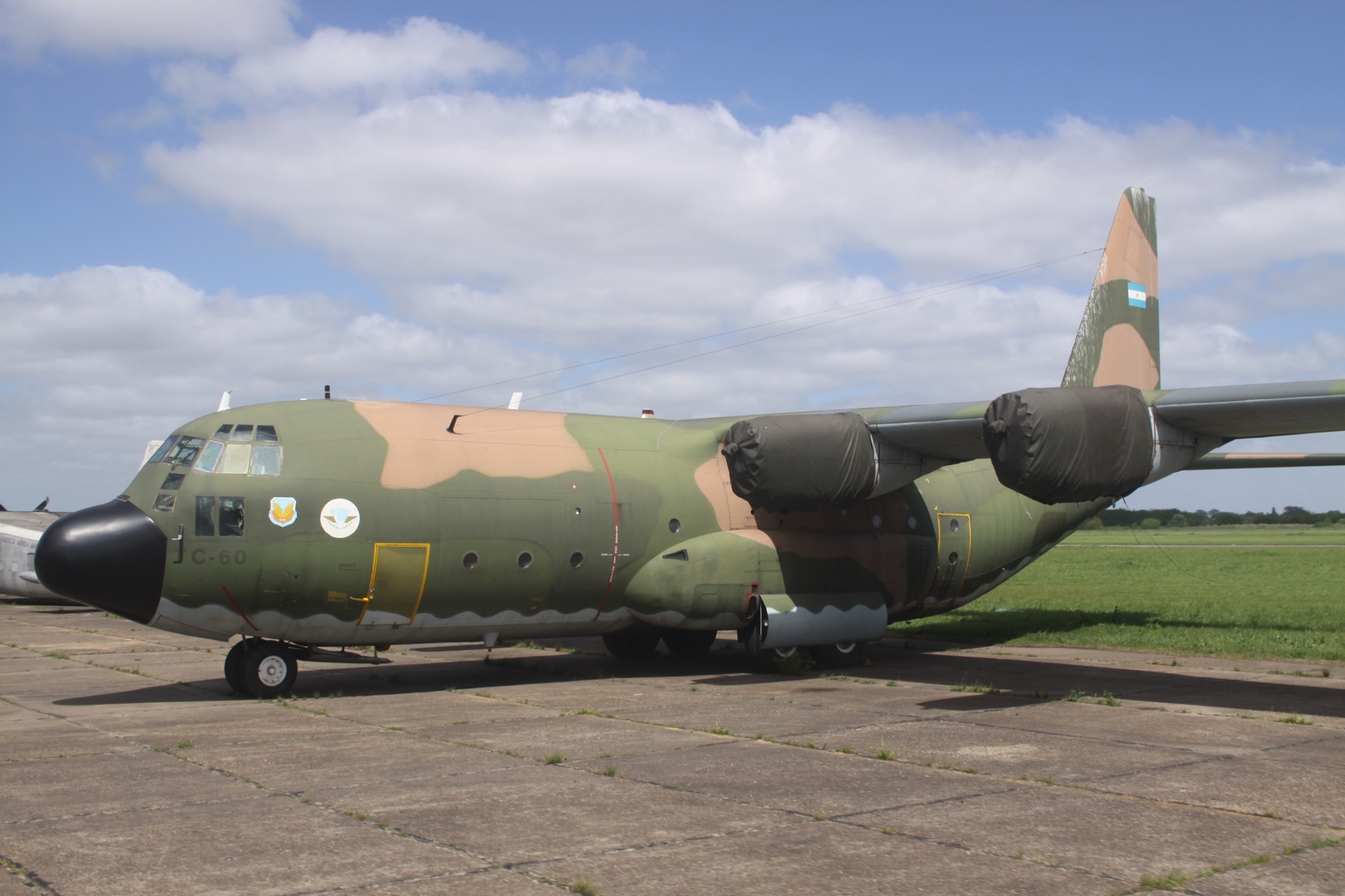
طائرة طراز سي-130 هيركوليز

أُقيمت الجنازة الرسمية لمحمد ضياء الحق في 19 أغسطس عام 1988 في مسجد الشاه فيصل في إسلام آباد، باكستان. توفي الجنرال ضياء الحق، رئيس أركان الجيش الذي كان يعمل أيضًا رئيسًا لباكستان، في طائرة من طراز سي-130 هيركوليز، رمز النداء: باك -1، تحطمت بالقرب من نهر ستلج في 17 أغسطس عام 1988. هناك العديد من نظريات المؤامرة فيما يتعلق بهذه الحادثة، حيث لقي أفراد مدنيون وعسكريون آخرون رفيعو المستوى حتفهم أيضًا في الحادث بما في ذلك رئيس هيئة الأركان المشتركة أختر عبد الرحمن وسفير الولايات المتحدة في باكستان، أرنولد لويس رافيل، والملحق العسكري، العميد هربرت إم. وسوم.
جاء الإعلان الرسمي عن وفاة ضياء من غلام إسحاق خان، رئيس مجلس الشيوخ آنذاك الذي يتولى مهام الرئيس بالنيابة، في وقتٍ واحد عبر البث الإذاعي والتلفزيوني في 17 أغسطس عام 1988. أعلنت حكومة باكستان عن إقامة جنازة رسمية لضياء الحق الذي دُفن مع مرتبة الشرف العسكرية في قبر من الرخام الأبيض مصنوع خصيصًا، بجوار مسجد شاه فيصل في إسلام آباد.
حضر الجنازة 30 رئيس دولة، بما في ذلك رؤساء بنغلاديش والصين ومصر وإيران والهند وتركيا والإمارات العربية المتحدة بالإضافة إلى الآغا خان الرابع وممثلي الرؤساء المتوجين للمملكة العربية السعودية والأردن. حضر الجنازة سياسيون أمريكيون بارزون، وموظفو السفارة الأمريكية في إسلام آباد، وكبار المسؤولين في القوات المسلحة الباكستانية، ورؤساء أركان الجيش والبحرية والقوات الجوية.

## الأحداث والتحطم
في 17 أغسطس عام 1988، وصل الرئيس ضياء الحق، مع وفده الكبير، إلى بهاولبور حيث انضم إليه اثنان من المبشرين المسيحيين الأمريكيين لزيارة الدير المحلي للتعزية بوفاة راهبة أمريكية قُتلت في بهاولبور قبل أيام قليلة من توقف قصير في نطاق اختبار تاموالي.
بعد مشاهدة عرض لتظاهرة بالذخيرة الحية لطائرة إم1 أبرامز التابعة للجيش الأمريكي في نطاق اختبار ثاموالي، مع فقد إم1 أبرامز الأمريكي لهدفه، غادر الرئيس ضياء ووفده من نطاق اختبار الجيش عبر مروحية الجيش. نظم التظاهرة اللواء محمود علي دوراني، الذي كان حينذاك ضابطًا عامًا يقود الفرقة المدرعة الأولى في سلاح المدرعات مثل إم1 أبرامز الأمريكي، ومن المتوقع أن ينضم نظام الأسلحة القياسي للجيش الأمريكي إلى الجيش الباكستاني.
الساعة 3:40 مساءً (توقيت باكستان الرسمي) في 17 أغسطس عام 1988، أقلعت رحلة كبار الشخصيات من مطار بهاولبور. كان على متن الطائرة سي-130 ما مجموعه 31 شخصًا، بما في ذلك رئيس باكستان الجنرال محمد ضياء الحق، وسفير الولايات المتحدة في باكستان، أرنولد رافيل، والجنرال هربرت إم. وسوم، ورئيس البعثة العسكرية الأمريكية في باكستان، ومجموعة من كبار الضباط من الجيش الباكستاني. وزُودت الطائرة بكبسولة في آي بّي مكيفة الهواء حيث يجلس ضياء وضيوفه الأمريكيون. وعُزل عن طاقم الطائرة وقسم الركاب والأمتعة في الخلف.
غادرت الطائرة بهاولبور في وقتٍ مبكر، قبل العاصفة. لمدة دقيقتين و30 ثانية، ارتفعت إلى سماء صافية. كان الإقلاع سلسًا ودون مشاكل. في الساعة 3:51 مساءً (بتوقيت المحيط الهادي) فقد برج المراقبة في بهاولبور الاتصال، وهبطت الطائرة من السماء واصطدمت بقوة أدت لتحطيمها إلى قطع وحطام منتشر على مساحة واسعة. قال شهود عيان في التحقيق الرسمي لباكستان إن طائرة سي-130 بدأت في «التحرك صعودًا وهبوطًا» بينما كانت تطير على ارتفاع منخفض بعد وقت قصير من الإقلاع قبل الدخول في «هبوط مفاجئ شبه عمودي»، وانفجرت عند الارتطام ما أسفر عن مقتل جميع من كانوا على متنها. كانت هناك العديد من التحقيقات في هذا الحادث ولكن لم يُعثر على سبب مُرضٍ على الإطلاق.